# Trentepohlia laetipennis
Trentepohlia laetipennis är en tvåvingeart som beskrevs av Alexander 1931. Trentepohlia laetipennis ingår i släktet Trentepohlia och familjen småharkrankar. Inga underarter finns listade i Catalogue of Life.